# Card Captor Sakura
Card Captor Sakura (jap. カードキャプターさくら Kādo Kyaputā Sakura, abgekürzt: CCS) ist ein Manga, der von der Gruppe Clamp gezeichnet wurde. Auf der Grundlage des Manga wurden auch drei Artbooks, sechs Anime-Comics, zwei Romane sowie das Clow Card Buch, ein Tarot-Buch, eine Fernsehserie und zwei Kinofilme produziert. Seit 2016 läuft die Fortsetzung Card Captor Sakura Clear Card Arc, die 2018 ebenfalls als Fernsehserie umgesetzt wurde. Bei Card Captor Sakura handelt es sich um einen Magical-Girl-Manga.

## Handlung
Die zehnjährige Sakura Kinomoto findet in der Bibliothek ihres Vaters ein eigenartiges Buch. Sakura öffnet das Buch und entdeckt die magischen Clow Cards. Sie entnimmt die erste Karte, Windy, und aktiviert sie damit, wodurch ein starker Wind entsteht, der die anderen Karten in alle Himmelsrichtungen verteilt. Der Wächter des Buches, Kerberos oder kurz Kero, der das Ereignis leider verschlafen hatte, erscheint und beauftragt Sakura, als Card Captor die Karten wieder einzusammeln, damit sie keinen Schaden anrichten können. Begleitet wird Sakura dabei von ihrer Freundin Tomoyo Daidouji. Wenig später taucht ein Junge aus Hongkong namens Shaoran Li auf, der ein entfernter Verwandter des Erschaffers der Clow Cards ist und in Konkurrenz zu Sakura die Karten ebenfalls einsammeln will.

## Charaktere
Sakura Kinomoto
Die zehnjährige Schülerin ist die Hauptperson der Serie. Sakura lebt mit ihrem Vater und ihrem Bruder zusammen. Ihre Mutter verstarb, als Sakura drei Jahre alt war. Ihr Schulweg, den sie immer auf ihren Inline-Skates bestreitet, führt sie zur Tomoeda-Grundschule, zu deren Cheerleaderclub sie gehört. Besonders charakteristisch für Sakura ist ihr ständiger Optimismus, ihre schreckliche Angst vor Gespenstern und ihre sehr große Wertschätzung für Dinge wie Freundschaft und Familie. Sie ist außerdem in Yukito, den besten Freund ihres Bruders, verliebt. Ihr Bruder Toya ärgert sie gerne und oft.
Fujitaka Kinomoto
Sakuras Vater unterrichtet Archäologie an einer Universität. Er ist ein sehr freundlicher und liebevoller Mensch, wenngleich auch nichts über seine Eltern oder andere Vorfahren bekannt ist. Dies ist jedoch nicht verwunderlich, denn Fujitaka ist eine Wiedergeburt von Clow Read.
Toya Kinomoto
Toya ist Sakuras großer Bruder, dessen Schule nahe ihrer liegt und mit dem sie deshalb, oder wohl viel eher wegen Toyas Freund Yukito, den Schulweg zusammen geht. Toya gibt sich immer als der „typische“ große Bruder, der seine Schwester ärgert, wann er kann, indem er sie z. B. als Godzilla beleidigt, eigentlich aber sehr viel für sie empfindet und um jeden Preis beschützen würde. Auch Toya besitzt, wie Sakura, besondere Kräfte, die im Laufe der Serie noch extreme Wichtigkeit haben.
Kero-chan/Kerberos
Kerberos ist der Wächter des Clow-Buches, der aufgrund seines langen Aufenthaltes in Osaka die dortigen Sitten und die Sprechweise übernommen hat. Er begleitet und unterstützt Sakura auf ihrer Jagd nach den Clow Cards und hilft ihr auch bei privaten Problemen. In der Öffentlichkeit versteckt sich Kerberos in Sakuras Rucksack, irgendwelchen Taschen, oder tarnt sich als Plüschtier. Kerberos weiß, dass er als Symbol der Sonne seine ursprüngliche Wächter-Gestalt wiedererlangen kann, wenn Sakura die „Firey“- und die „Earth“-Karte besitzt.
Tomoyo Daidouji
Tomoyo besucht dieselbe Schule wie Sakura, ist ihre beste Freundin und gleichzeitig ihr größter Fan. Trotz ihrer wohlhabenderen Herkunft ist Tomoyo ein ganz normales Mädchen. Sie ist Mitglied im Schulchor und sehr begabt, wenn es darum geht, neue Kostüme für Sakuras Jagd auf die Karten zu schneidern. Ein weiteres großes Hobby von ihr ist das Filmen. Sie ist bei jedem von Sakuras Abenteuern mit ihrer Videokamera dabei, um alles auf Band festzuhalten, aber auch, um ein wachsames Auge auf ihre Freundin Sakura zu haben.
Shaoran Li
Shaoran ist entfernt mit dem Schöpfer der Clow Cards, Clow Read, verwandt und zieht von Hongkong in Sakuras Stadt und besucht dort auch dieselbe Klasse. Auch Shaoran ist auf der Suche nach den Clow Cards, die er mit Hilfe eines magischen Artefaktes orten, jedoch genau wie Sakura auch erspüren kann. Anfangs besteht zwischen Shaoran und Sakura noch eine enorme Rivalität, die durch ihrer beider Liebe zu Yukito Tsukishiro noch weiter gestärkt wird. Im Laufe der Zeit kommen Sakura und Shaoran sich jedoch näher und werden Freunde, bis er sich dann am Ende der Serie in Sakura verliebt. Als dann Eriol nach Japan kommt sieht er in ihm einen Konkurrenten. Er hält sein Versprechen gegenüber Meilin ein und erzählt ihr, dass er wen gefunden hat, den er über alles liebt. Jetzt versucht er sein Bestes, um ihr zu sagen, dass er sie liebt... Nach Shaorans Liebesgeständnis (im Anime nach Sakuras Liebesgeständnis im Kinofilm „Die versiegelte Karte“) sind die beiden ein festes Liebespaar.
Yukito Tsukishiro
Yukito ist Toyas bester Freund und Klassenkamerad und anfangs, trotz des großen Altersunterschiedes, sowohl Sakuras als auch Shaorans, großer Schwarm. Yukito ist ein sehr freundlicher und höflicher Mensch, den man selten ohne lächelndes Gesicht sieht. Er besitzt sehr viele Begabungen und hilft daher in nahezu allen Clubs seiner Schule aus, wenn mal ein Teilnehmer fehlt. Eine weitere „Begabung“ ist sein großer Appetit, denn mag er auch noch so dünn sein, Yukito isst wesentlich mehr als viele andere der Darsteller zusammen. Im späteren Verlauf der Serie erfährt man, dass Yukito kein „normaler“ Mensch ist, sondern den Geist des Clow-Card-Beschützers Yue in sich trägt.
Yue
Yue ist Kerberos' Gegenstück als Beschützer der Clow Cards, der sich in Yukito versteckt hielt, bis Sakura alle Karten gesammelt hatte. Ihn zeichnet anfänglich eine große Strenge, später jedoch eine freundliche und untergebene Haltung zu Sakura aus.
Kaho Mizuki
Die unscheinbare Mathematiklehrerin an Sakuras Grundschule. Sowohl Sakura als auch Shaoran merken, dass sie etwas Besonderes ist, wobei sich dies jedoch in stark unterschiedlicher Ausprägung, bei Sakura als Sympathie, bei Shaoran als große Vorsicht, zeigt. Auch sie weiß von den Clow Cards und hilft Sakura, ihre letzte große Prüfung zu bewältigen.
Eriol Hiiragizawa
Eriol, der Austauschschüler aus England, ist in Wirklichkeit eine Wiedergeburt von Clow Read, die erscheint, um Sakuras Fortschritte mit den Clow Cards zu beobachten und voranzutreiben. Er kehrt jedoch wieder nach England zurück, nachdem alle Clow Cards in Sakura Cards verwandelt wurden.
Clow Read
Der Schöpfer der Clow Cards und ihrer Wächter. Clow Read hat westliche und östliche Magie kombiniert und so ein außergewöhnliches Talent für eine ebenso außergewöhnliche Art der Magie entwickelt. Von Kerberos wird Clow jedoch als etwas „verquer“ beschrieben. Bevor er starb sorgte er dafür, dass eine Hälfte mit seinen Erinnerungen und seiner Magie in Eriol reinkarnierte und die andere Hälfte in Fujitaka.
Suppy/Spinel Sun
Genau wie Kerberos im Körper eines kleinen Tieres (Suppy) gefangen, verbringt Spinel Sun, geschaffen von Eriol, die Zeit damit, Bücher aus Clow Reads Nachlass zu studieren.
Nakuru Akizuki / Ruby Moon
Ruby Moon, das von Eriol geschaffene Wesen mit Schmetterlingsflügeln, kommt in der Gestalt von Nakuru in Toyas Klasse und hält sich von da an immer in seiner Nähe auf.
Meilin Li
(nur im Anime, kommt im Manga nicht vor) In der 20. Folge taucht erneut ein Austauschschüler aus Hongkong auf, diesmal jedoch ein Mädchen. Es handelt sich um Shaorans Verlobte Meilin, die sich von diesem Tage an sehr, sehr viel um Shaoran kümmern wird. Dass Shaoran und Meilin verlobt sind, ist jedoch nicht ganz korrekt, da dies auf einem Versprechen beruht, welches Meilin Shaoran abgerungen hatte, nachdem er ihren geliebten Vogel zurückbrachte, als dieser einmal weg geflogen war. Fast bis zum Ende der 2. Staffel sieht Meilin in Sakura eine Rivalin, die ihr Shaoran streitig machen will. Letztlich kommt es jedoch zu einer Aussprache zwischen den beiden, was fast zu einem Happy End führt. Meilin trainierte mit Shaoran die chinesischen Kampfkünste und ist Shaoran zumindest ebenbürtig, wenn nicht sogar überlegen. Ihre Kenntnisse konnte sie vor allem im Kampf gegen die Fight- und Twin-Karte unter Beweis stellen. Zaubern kann Meilin nicht, was sie auch sehr bedauert. Dafür versucht sie stets Shaoran mit anderen Mitteln zu helfen. Dazu gibt es viele Gelegenheiten, da sie auch bei Shaoran wohnt.

## Veröffentlichungen

### Manga
Card Captor Sakura wurde von Clamp gezeichnet, die Serie erschien von Mai 1996 bis Juli 2000 im Magazin Nakayoshi des Verlags Kodansha. Die Einzelkapitel wurden auch in zwölf Sammelbänden zusammengefasst veröffentlicht. Diese erhielten 2004 und 2005 eine Neuausgabe. Zum 60-jährigen Jubiläum des Magazins im Jahr 2015 erschien eine weitere Neuausgabe des Manga in neun Bänden. In deutscher Übersetzung sind die Bände vollständig bei EMA erschienen. Es existieren außerdem Übersetzungen ins Englische, Französische, Spanische, Italienische, Chinesische und Portugiesische.
Die Geschichte von Shaoran und Sakura wird in der Folgeserie Tsubasa – Reservoir Chronicle wieder aufgenommen. Die Charaktere übernehmen erneut die Hauptrolle in einer CLAMP-Serie, wobei die Handlung sich vom ursprünglichen Card Captor Sakura unterscheidet.
Die Fortsetzung Card Captor Sakura Clear Card Arc startete 2016 im Magazin Nakayoshi.

### Anime
Der Anime zu CCS wurde von 1998 bis 2000 produziert und hat 70 Folgen, die in drei Staffeln aufgeteilt sind. Die Handlung selbst kann man genau wie im Manga in zwei Teile aufteilen: Die ersten beiden Anime-Staffeln gehören zur Clow-Card-Reihe, die dritte zur Sakura-Card-Reihe. Es gibt bislang auch zwei CCS-Kinofilme. Beide Kinofilme, Die Reise nach Hong-Kong und Die versiegelte Karte, sind in Deutschland auf VHS und DVD erschienen. Die ersten 24 Folgen der Serie erschienen auf 6 DVDs vom 14. November 2005 bis 9. Oktober 2006 bei Universum Anime.
Im Anime tauchen alle 52 Clow Cards auf, im Manga lediglich 19. Es gibt auch eine neue Figur, Mai-lin Li, sie ist die Cousine von Shaoran und angeblich seine Verlobte.
Der Anime lief auf Fox Kids (Premiere) beziehungsweise Jetix (ProSieben), sowie auf dem Sender kabel eins in fast derselben Version, jedoch nur 35 Folgen.
2018 lief die Fortsetzung Card Captor Sakura Clear Card Arc, die den gleichnamigen Manga adaptierte und vom alten Stab produziert wurde.
Ein Prolog zur Fernsehserie erschien am 13. September 2017 in der limitierten Fassung des 3. Bandes.

#### Synchronisation
| Rolle                      | Japanische Sprecher (Seiyū) | Deutsche Sprecher |
| -------------------------- | --------------------------- | ----------------- |
| Sakura Kinomoto            | Sakura Tange                | Manja Doering     |
| Fujitaka Kinomoto          | Hideyuki Tanaka             | Uwe Büschken      |
| Toya Kinomoto              | Tomokazu Seki               | Julien Haggége    |
| Kero-chan/Kerberos         | Aya Hisakawa                | Diana Borgwardt   |
| Tomoyo Daidouji            | Junko Iwao                  | Giuliana Jakobeit |
| Shaoran Li                 | Motoko Kumai                | David Turba       |
| Yukito Tsukishiro / Yue    | Megumi Ogata                | Kim Hasper        |
| Kaho Mizuki                | Emi Shinohara               | Victoria Sturm    |
| Eriol Hiiragizawa          | Nozomu Sasaki               | Timmo Niesner     |
| Clow Reed                  | Kazuo Hayashi               |                   |
| Suppy / Spinel Sun         | Yumi Tōma                   |                   |
| Nakuru Akizuki / Ruby Moon | Ryōka Yuzuki                |                   |
| Meilin Li                  | Yukana Nogami               | Anna Carlsson     |

### Weitere Animes
1999 kam in Japan ein erster Film zur Serie in die Kinos. Als Cardcaptor Sakura – Die Reise nach Hong-Kong wurde dieser auch auf Deutsch veröffentlicht. 2000 folgte ein zweiter Film, der unter dem Titel Cardcaptor Sakura – Die versiegelte Karte nach Deutschland kam. Im gleichen Jahr wurde in Japan der 10-minütige Kurzfilm Kero-chan ni Omakase! veröffentlicht.
2003 kam in Japan die Original Video Animation Suteki desu wa, Sakura-chan! Tomoyo no Cardcaptor Sakura Katsuyaku Video Nikki! in den Handel.

### Anime-Comics
Die Anime-Comics zeigen die exakten Szenen der Animeserie und sind im Gegensatz zum Manga farbig gedruckt. Jedoch sind nicht alle Folgen in den sechs Bänden enthalten, sondern nur einige, vom Verlag als wichtig erachtete. Andere, ausgelassene Episoden werden kurz mit Informationen zu Geschehnissen und Clow Cards angerissen.

### Romane
Die von Yoko Tan geschriebenen und ins Deutsche übersetzten Romane sind
- Band 1: Das geheimnisvolle Buch (ISBN 3-8025-3335-6)
- Band 2: Die Mutprobe (ISBN 3-8025-3334-8)

### Artbooks
- Artbook 1: ISBN 3-89885-035-8
- Artbook 2: ISBN 3-89885-036-6
- Artbook 3: ISBN 3-89885-037-4

### Sonstiges
- CCS Tarotbuch: ISBN 3-89885-038-2
- : Erklärungen und Tarot Legemuster anhand der Clow Cards der Clow Card Box.
- CCS Clow Card Box: ISBN 3-89885-045-5
- : Box mit allen 52 Clow Cards, zum Sammeln und Tarot legen.